# Corentin Rodolfo
Corentin Rodolfo est un joueur français de volley-ball né le 5 mai 1995. Il mesure 1,87 m et joue réceptionneur-attaquant.

## Clubs
| Club      | De        | À   |
| --------- | --------- | --- |
| AS Cannes | 2013-2014 | ... |